# مطار جاكسونز الدولي
مطار جاكسونز الدولي (إياتا: POM، إيكاو: AYPY) أو مطار بورت مورسبي، هو المطار الأكبر والأكثر ازدحاما في بابوا غينيا الجديدة بما يقارب 1.4 مليون مسافر عام 2015. يقع على بعد 8 كيلومترات (5 أميال) من العاصمة بورت مورسبي.

## خطوط وشركات الطيران

### الركاب
| شركـات طيـران           | الوجهات |
| ----------------------- | --- |
| Air Niugini             | Alotau، مطار بريزبان، Buka، Cairns، Daru، Goroka، مطار هونغ كونغ الدولي، مطار هونيارا الدولي، Hoskins، Kavieng، Kiunga، مطار ميتشيل رومان الدولي، Kundiawa، Lae، Lihir Island، Lorengau، Madang، مطار نينوي أكوينو الدولي، Mendi، Mount Hagen، مطار نادي الدولي، Popondetta، Rabaul، مطار شانغي سنغافورة، مطار سيدني، Tabubil، Tari، Tufi، Vanimo، Wapenamanda، Wewak |
| الخطوط الجوية الفلبينية | مطار نينوي أكوينو الدولي |
| PNG Air                 | Alotau، Cairns، Daru، Goroka، Hoskins، Kiunga، Lae، Lihir Island، Losuia، Madang، Misima Island، Moro، Mount Hagen، Popondetta، Rabaul، Tabubil، Tufi، Wewak |
| كانتاس                  | مطار بريزبان |
| Solomon Airlines        | مطار هونيارا الدولي |

### الشحن
| شركـات طيـران    | الوجهات                  |
| ---------------- | ------------------------ |
| غارودا إندونيسيا | مطار سوكارنو هاتا الدولي |
| Solomon Airlines | مطار هونيارا الدولي      |